# Johann Friedrich Julius Schmidt
Johann Friedrich Julius Schmidt (J. F. Julius Schmidt, Julius Schmidt) (Eutin, 26. listopada 1825. – Atena, 7. veljače 1884.), njemački astronom i geolog

## Rad
Osobito se bavio selenografijom. Strast mu je potaklo kad je s 14 godina došao u posjed primjerka Selenotopographische Fragmente Johanna Hieronymusa Schrötera. Pripremi izrade zemljovida Mjeseca posvetio je cijeli život. Kad ju je napokon objavio 1874., nadišla je dotad poznate Beerove i Mädlerove zemljovide Mjeseca. Godine 1866. izrekao je zapanjujuću tvrdnju da je Mjesečev krater Linné bitno si promijenio izgled, što je pokrenulo kontroverziju koja je potrajala desetljećima. Bavio se osim Mjesecom i zodijačkom svjetlošću, promjenljivim zvijezdama, kometama i meteorima. Napisao je rad o Mjesečevim brazdama.
Kao geolog bavio se vulkanizmom, potresima i zemljopisom Grčke.

## Djela
- Beobachtungen über Saturn und dessen Ring im Jahre 1848 In: Astronomische Nachrichten. Altona 1848.
- Resultate aus zehnjährigen Beobachtungen über Sternschnuppen. Berlin 1852.
- Beobachtung der totalen Sonnenfinsternis vom 28. Juli 1851 zu Rastenburg in Ostpreußen
- Das Zodiakallicht. Braunschweig 1856.
- Der Mond. Leipzig 1856.
- Die Eruption des Vesuv im Mai 1855. Wien, Olmütz 1856.
- Über Rillen auf dem Mond. Leipzig 1866.
- Über Feuermeteore 1842 bis 1867. Wien 1967.
- Vulkanstudien. Leipzig 1874.
- Studien über Erdbeben. Leipzig 1875.
- Über Variabilis Cygni. In: Astronomische Nachrichten. Altona 1866.
- (izdavač): Wilhelm Gotthelf Lohrmann – Mondcharte in 25 Sectionen, Berlin 1877.
- Charte der Gebirge des Mondes. Berlin 1878.

## Ostali projekti
- Johann Friedrich Julius Schmidt, Wikisource na njemačkom

## Vanjske poveznice
- Informacije na stranicama Instituta za astronomiju i astrofiziku iz Atene
- Radovi J. Schmidta na Astrophysics Data System
- Pretraživanje J. Schmidt na Astrophysics Data System
- Spominjanje u „Geschichte der Mondkarten“ – Das „19. Jahrhundert“  Arhivirana inačica izvorne stranice od 6. siječnja 2016. (Wayback Machine)